# Nicolas Chatenier
 (novembre 2022).
Pour les articles homonymes, voir Chatenier.
Nicolas Chatenier est auteur et journaliste spécialisé en gastronomie. Il est également consultant en communication dans le domaine culinaire. Son agence Peacefulchef conseille des chefs depuis 2004.

## Biographie
Il étudie à Sciences Po Paris, puis entre dans une agence de communication au sein du groupe Havas, avant de décider qu'il se consacrera à la cuisine. Il fait alors un CAP cuisine,,.
En 2004, il devient le premier « agent de chefs » français, créant Peacefulchef, une agence de communication culinaire,,. Peacefulchef a pour objectif d'aider les chefs à se faire connaître et à faire carrière, et le premier client est Cyril Lignac, présenté à Nicolas Chatenier par Jacques Pourcel. L'agence conseillera notamment Anne-Sophie Pic et Alexandre Gauthier,,.
En 2011 et 2012, Nicolas Chatenier s'occupe de la programmation du festival Paris des Chefs, où les chefs cuisiniers discutent en public avec des créateurs (photographes, architectes, designers, plasticiens, etc.). En 2012, il ouvre le restaurant Table Ronde, dont il revendra le fonds de commerce en décembre 2017. En 2012 également, il publie Mémoires de chefs, recueil d'archives et de témoignages relatant l'histoire d'une dizaine de grands chefs de « l'âge d'or » de la gastronomie française, entre 1960 et 1980.
En 2015, il est nommé délégué général de l'association Les grandes tables du monde par son président David Sinapian,. À la fin de 2015, il succède à Andrea Petrini au poste de président France du World's 50 Best Restaurants – les « 50 meilleurs restaurants du monde » – un palmarès créé en 2002 par le magazine britannique Restaurant destiné aux professionnels,,,. Il dirige l'équipe des 36 votants français,.
Diffusé en 2016 sur France 2, La Révolution des chefs, documentaire qu'il a écrit, est consacré à ce qui a été nommé dans les années 1970 la « nouvelle cuisine » et aux cuisiniers français célèbres de l'époque, dont Michel Guérard et Paul Bocuse,.
En 2020, il fait partie des personnalités auditionnées dans le rapport 20 mesures pour 2020 en faveur de la gastronomie et de l’œnologie françaises, réalisé à la demande du ministère des affaires étrangères. En 2022, dans son ouvrage La Clé anglaise – Géopolitique de la gastronomie française, il estime que la gastronomie française a perdu de son influence dans le monde et propose des solutions pour y remédier, notamment par une réforme du Guide Michelin,.

## Table Ronde
Il dirige pendant 5 ans Table Ronde, un restaurant de 16 places initiant un nouveau concept,, : un chef cuisinier, au centre de la salle du restaurant, cuisine devant les clients, tout proches,. La mise en scène, conçue par l'architecte Bruno Borrione, est proche du music-hall, le chef étant sous les projecteurs, et les dîneurs dans une semi-pénombre, en demi-cercle autour de lui,,. À partir de 2013, Table Ronde accueille le Prix Champagne Collet qui récompense les livres de chefs. Lorsque Nicolas Chatenier revend Table Ronde fin 2017, 80 chefs se sont succédé pendant cinq ans,, notamment Anne-Sophie Pic, Jean-François Piège, Régis Marcon et Emmanuel Renaut.

## Journalisme
Un article de 2014 de Radio France indique que Nicolas Chatenier contribue régulièrement dans les magazines GQ, Vanity Fair et Gastronomie Magazine.

## Ouvrages
- Mémoires de chefs, 2012, Les Éditions Textuel[24],[25]
- La Clé anglaise – Géopolitique de la gastronomie française, 2022, Éditions Menu Fretin[19],[20]